# Desarrollo Integral de la Familia
Pour les articles homonymes, voir DIF.

Logo

Desarrollo Integral de la Familia (DIF), ou formellement Sistema Nacional para el Desarrollo Integral de la Familia  (traduction en français : Système National pour le Développement Intégral de la Famille), connue sous le sigle DIF, est une institution publique mexicaine d'aide sociale cherchant à renforcer et développer le bien-être des familles. Cela peut prendre la forme de formations professionnelles, de planification familiale, de garde d'enfants, d'assistance aux personnes âgées, de lutte contre la toxicomanie etc.

## Fonctionnement
Le Directeur National du DIF fait ses rapports directement auprès du Président du Mexique. Historiquement, il s'agit de la Première dame du Mexique. Des chapitres locaux du rapport du DIF sont communiqués aux gouverneurs et aux présidents municipaux.
Le Directeur National actuel du DIF est Cecilia Landerreche.
Les activités du DIF sont généralement financées et coordonnées au niveau des États. Les programmes des bureaux des DIF diffèrent selon les États et les mandats des gouverneurs.